# 城辰也
藤亀辰範（ふじかめたつのり、1981年12月27日 - ）は、日本の俳優、モデル。
当初は、城辰也として芸能活動していたが、後に藤亀辰範に改名した。

## 来歴
俳優業の傍ら、旅行会社に勤務後独立してツアーコンダクターをしており、旅タレ（添乗員とタレント）を自称している。
2020年7月よりリーダーズエンターティメントに所属

## 家族
俳優の御木裕は親戚に当たり、最初の芸名は、御木の西部警察での役名である北条卓刑事の通称：ジョーからとった城辰也（じょう たつや）名義で芸能活動をしていた。

## 出演歴

### 舞台
- 2021年11月3日 - 7日「異次元！海の旅人のバーレスク」 芝居パート - バーレスク店長 ･カンコロ 役[3]

### 映画
- 少年メリケンサック（監督・宮藤官九郎、2009年）
- 20世紀少年僕らの旗（監督・堤幸、2010年）
- 莫逆家族（監督・熊切和嘉、2012年）
- 世界樹の見る夢 -ユグドラシル Yggdrasill-（監督・吉松幸四郎、2015年） - 殺人鬼 役[4]
- 湘南純愛組（監督・内田英治、2020年）

### テレビCM
- メニコン mil もしもシリーズホスト編 （2018 - 2021年） - ホスト役[5]

### 雑誌
- 2020年9月のSPA! - コーナーモデル[6]